# Galumna rossica
Galumna rossica är en kvalsterart som beskrevs av Sellnick 1926. Galumna rossica ingår i släktet Galumna och familjen Galumnidae. Inga underarter finns listade i Catalogue of Life.